# Neckarwerft

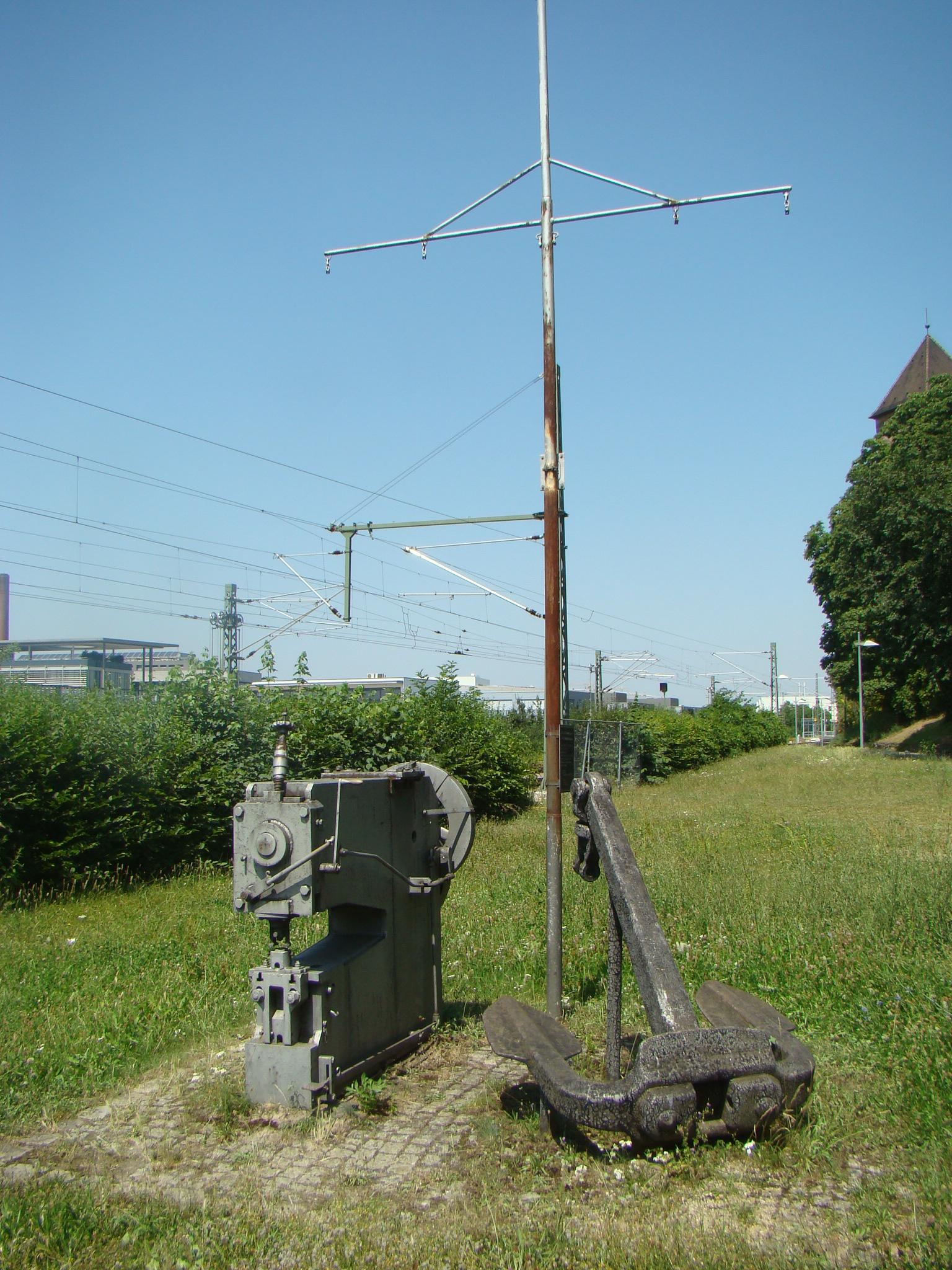
Relikte der Neckarwerft in Neckarsulm

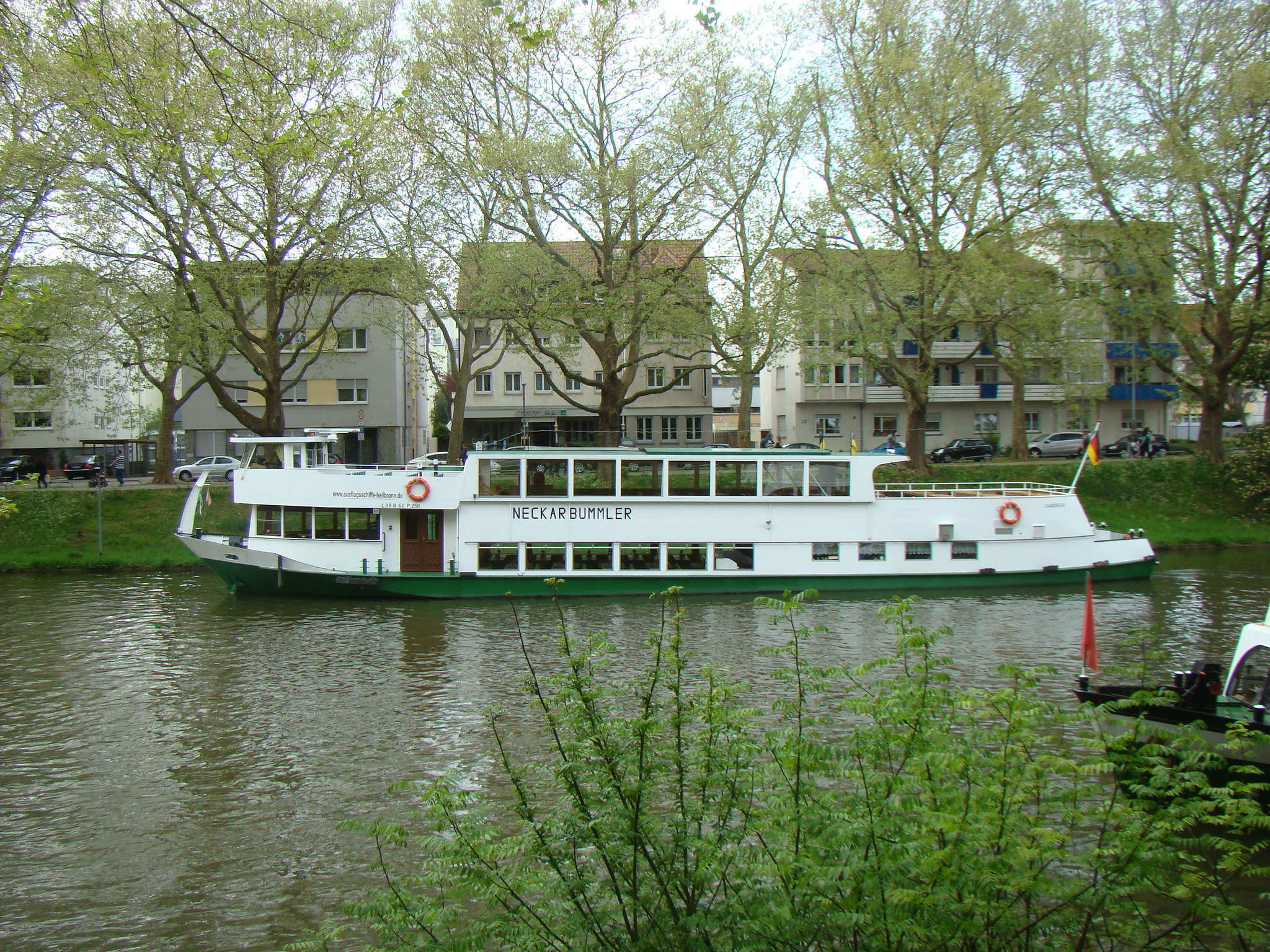
Der 1975 auf der Neckarwerft für die Personenschifffahrt Stumpf gebaute Neckarbummler

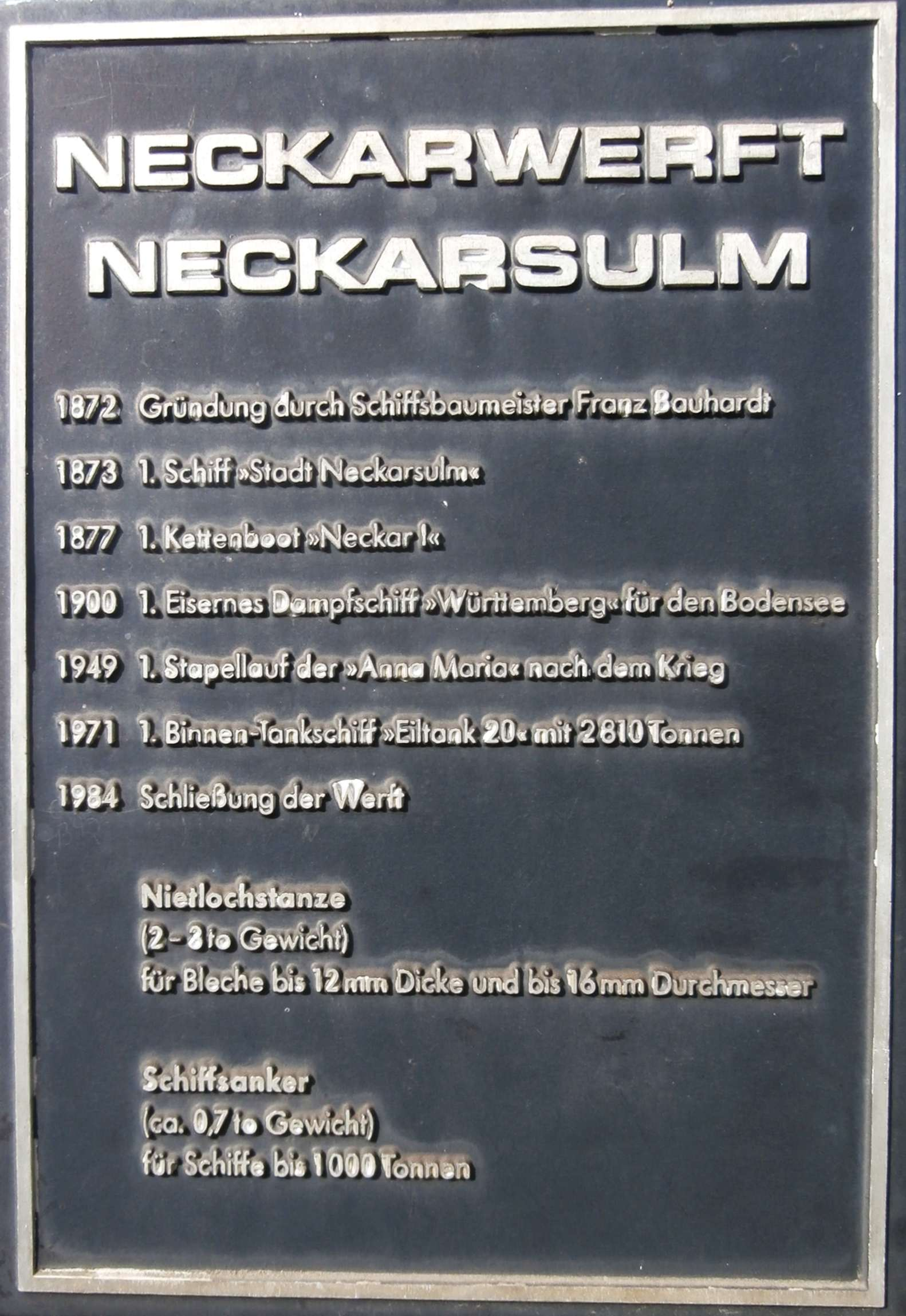
Daten zur Neckarwerft

Die Neckarwerft war eine in Neckarsulm ansässige deutsche Binnenwerft.

## Geschichte
Die am Neckar in Neckarsulm gelegene Werft wurde 1872 von dem Heilbronner Schiffbauer Franz Bauhardt gegründet. Im folgenden Jahr lief mit der Stadt Neckarsulm das erste Schiff vom Stapel, das erste in Württemberg gefertigte Schiff aus Eisen. 1878 wurde mit zunächst vier Kettenschleppern die Kettenschifffahrt auf dem Neckar eröffnet, für die der Neckarsulmer Betrieb die Schiffskörper fertigte. Als Bauhardt im selben Jahr verstarb, wurde der Betrieb ein Jahr später von der Schleppschiffahrt auf dem Neckar AG erworben, die das Unternehmen an den schwedischen Schiffbauer Julius Anderssen verpachtete. 1880 wurde erstmals eine Kesselschmiede erwähnt. In diesem Jahr beschäftigte der Betrieb bereits 30 Mitarbeiter. In den folgenden Jahren wurden weitere Kettenschlepper gebaut, von denen einige auf dem Main zum Einsatz kamen. Außerdem wurde mit der Württemberg im Jahr 1900 ein eisernes Dampfschiff für den Verkehr auf dem Bodensee gefertigt. Schließlich konnte Anderssen das Unternehmen 1901 von der Schleppschiffahrt auf dem Neckar AG erwerben.
1939 entschloss sich das Unternehmen Anderssen, seinen Betrieb zu einem Zieh- und Presswerk umzustrukturieren und verkaufte die Werft an die Mannheimer Schiffs- und Maschinenbau AG. Im Zweiten Weltkrieg erlitt das Neckarsulmer Werksgelände schwere Zerstörungen, Der dortige Schiffbaubetrieb musste Ende der 1940er Jahre vollständig neu aufgebaut werden. Mit der Anna Maria lief 1949 das erste Nachkriegsschiff vom Stapel. Hatte das Unternehmen bei der Übernahme durch die Mannheimer Werft nur rund 30 Personen beschäftigt, stieg die Mitarbeiterzahl dagegen 1950 auf 100 an.
1962 gab die Eigentümerin der Schiffs- und Maschinenbau AG Mannheim, die Fendel Schiffahrts AG, den Schiffbau in der Quadratestadt auf und veräußerte die dortige Werft an die saarländische Halberger Hütte. Die Neckarsulmer Werft blieb dagegen im Besitz der Fendel-Gruppe, und ihr Name wurde in Neckarwerft – Schiffs- und Maschinenbau AG Neckarsulm geändert. Jedoch wurde die Bauliste des Mannheimer Unternehmens weitergeführt.
Im Laufe ihrer Geschichte stellte die Neckarsulmer Werft in erster Linie Binnenfrachtschiffe her. In den 1970er Jahren konnte der Betrieb einige besondere Aufträge ausführen. So wurde 1975 für die Heilbronner Personenschifffahrt das Fahrgastschiff Neckarbummler erbaut. 1979 folgte das Messboot Max Honsell. Ende September 1984 stellte die Neckarwerft ihren Betrieb ein. Das Gelände wurde von der Kolbenschmidt AG erworben, die den Großteil der Belegschaft des Schiffbauunternehmens übernahm.
Einige Relikte der Neckarwerft, eine Nietlochstanze und ein rund 700 kg schwerer Anker, sind in der Nähe der Neckarsulmer Museen aufgestellt. Eine Tafel bei den Relikten nennt einige Meilensteine aus der Unternehmensgeschichte.